# AO Proodeftiki
AO Proodeftiki (Grieks: Προοδευτική, wat betekent "Progressief"), is een Griekse omnisportclub uit Níkaia waarvan de voetbalafdeling het bekendst is. Ook wordt er aan volleybal en basketbal gedaan door de club. 
De club werd op 11 januari 1927 opgericht in Níkaia, Piraeus. De club voetbalde vijftien seizoenen in de Super League, voor het eerst in het seizoen 1959/60 en voor het laatst in het seizoen 2002/03. In 2008 ging de club failliet en maakte een doorstart op het vierde niveau.